# (3272) Tillandz
(3272) Tillandz – planetoida z pasa głównego asteroid okrążająca Słońce w ciągu 3 lat i 132 dni w średniej odległości 2,24 j.a. Została odkryta 24 lutego 1938 roku w Obserwatorium Iso-Heikkilä w Turku przez Yrjö Väisälä. Nazwa planetoidy pochodzi od Eliasa Tillandza (1640-1693), fińskiego botanika i lekarza. Przed nadaniem nazwy planetoida nosiła oznaczenie tymczasowe (3272) 1938 DB1.